# Fort Madliena
Le Fort Madliena ou Fort Madalena est un fort situé dans la ville de Swieqi, à Malte.

## Historique
Le fort a été construit pendant le règne de la reine Victoria et a ensuite été occupé par la Royal Air Force comme poste de communication. Les bâtiments ajoutés au sommet sont contemporains de cette époque.
Le fort d'origine est relativement petit : les côtés courts du pentagone font environ 30 mètres de long et sont entourés d'un fossé d'environ 6 mètres de profondeur sur 4 mètres de large. La section supplémentaire côté mer est comporte deux canons de défense de 9,2 pouces et les fixations d'origine sont toujours visibles.
Fort Madalena est la propriété du gouvernement de Malte et relève de la responsabilité des forces armées de Malte.